# Бутара
Бутара (англ. sizing trommel, washing drum; нем. Waschbütte f, Waschbottich m, Waschtrommel f) — барабанный грохот, устройство для промывания горной массы (легко- и среднепромывистых руд — песков рассыпных месторождений золота и касситерита) с целью удаления глины и мелкого породного материала, а также для доводки первичных гравитационных концентратов.
Состоит из загрузочной воронки, наклонного грохота, промывочного шлюза.
Наибольшее распространение получила в начале ХІХ столетия.